# Большие Леуши
Большие Леуши — посёлок в России, находится в Октябрьском районе, Ханты-Мансийского автономного округа — Югры. Входит в состав Сельского поселения Малый Атлым.
Почтовый индекс — 628113, код ОКАТО — 71121916002.

## Климат
Климат резко континентальный, зима суровая, с сильными ветрами и метелями, продолжающаяся семь месяцев. Лето относительно тёплое, но быстротечное.

## Население
| 2010 |
| ---- |
| 459  |